# 小森創介
小森 創介（こもり そうすけ、1970年8月17日 - ）は、日本の男性俳優、声優。東京都出身。フットプリンツ所属。父は作曲家・医師の小森昭宏。

## 人物
筑波大学附属小学校、筑波大学附属中学校、玉川学園高等部、玉川大学文学部芸術学科演劇専攻卒業。ゴールドスミス・カレッジ演劇科に留学経験を持つ。大学卒業後の1993年に円演劇研究所に入所、1995年に演劇集団 円の会員となる。2013年に立教大学大学院異文化コミュニケーション研究科を修了。2014年に演劇集団 円を退団し、フットプリンツ所属となる。2018年より大阪芸術大学芸術学部舞台芸術学科准教授。

## 出演作品

### テレビドラマ
- 赤かぶ検事奮戦記
- 古畑任三郎第3シーズン（ドアマン）
- ミニモニ。でブレーメンの音楽隊

### 映画
- 生きていた石人（息子）

### 吹き替え

#### 担当俳優
ヒュー・ダンシー
- 美しすぎる母（サム・グリーン）
- エリザベス1世 〜愛と陰謀の王宮〜（エセックス伯ロバート・デヴァルー）
- ジェイン・オースティンの読書会（グリッグ）

マーロン・ウェイアンズ
- 最凶赤ちゃん計画（キャルヴィン）
- 最凶女装計画（マーカス・コープランド）
- ダンジョン&ドラゴン（スネイル）※ソフト版
- デンジャラス・バディ（リヴィ）

ラミ・マレック
- ナイト ミュージアムシリーズ（アクメンラー王）
  - ナイト ミュージアム
  - ナイト ミュージアム2
  - ナイト ミュージアム/エジプト王の秘密

- ミディアム 霊能者アリソン・デュボア（ティモシー・カーチ）

#### 映画
- アースクエイクバード（ボブ〈ジャック・ヒューストン〉）
- アイ・アム・サム（ブラッド）※DVD版
- アイズ・ワイド・シャット
- アサルト13 要塞警察（ベック〈ジョン・レグイザモ〉）※ソフト版
- アナトミー（カスパー〈セバスチャン・ブロムベルグ〉）
- アメリカン・パイ in ハレンチ教科書（ネイサン）
- アメリカン・ドリームズ（オマール）
- アルマゲドン（フレッディ・ヌーナン、犬をつれた男）※ソフト版
- インデペンデンス・デイ（大統領補佐官3、SETI技術者1、青年〈アンドリュー・キーガン〉）※テレビ朝日版（日本語吹替完全版Blu-rayBOX収録）
- インビジブル2（フランク・ターナー捜査官〈ピーター・ファシネリ〉）
- インフォーマント!（マーク・ウィテカー〈マット・デイモン〉）
- インモータルズ -神々の戦い-（テセウス〈ヘンリー・カヴィル〉[7]）
- ウェディング・プランナー（マッシモ〈ジャスティン・チェンバース〉）※テレビ版
- ウォルト・ディズニーの約束（リチャード・シャーマン〈ジェイソン・シュワルツマン〉）
- 8 Mile（チェダー・ボブ〈エヴァン・ジョーンズ〉）
- エンドゲーム（マイケル・ヤング〈ジョニー・リー・ミラー〉）
- オーシャン・オブ・ファイヤー
- オーシャンズ11（バージル・モロイ〈ケイシー・アフレック〉）※ソフト版
- オズ はじまりの戦い（フィンリー〈ザック・ブラフ〉）
- 崖っぷちの男（ジョーイ・キャシディ〈ジェイミー・ベル〉）
- ガジュラ（ダク、男2 海兵隊員1、バズーカ兵、ジェイス、ブラボー6、他）
- 神弓-KAMIYUMI-（ナミ〈パク・ヘイル〉）
- カンガルー・ジャック（カンガルー・ジャック〈アダム・ガルシア〉）
- キャッツ & ドッグス（ニンジャ猫〈ビリー・ウェスト〉）
- グエムル-漢江の怪物-（パク・ナミル〈パク・ヘイル〉）
- 劇場版 ドーラといっしょに大冒険（狐のスワイパー）
- ゴースト・ブラザー 天国から来たヒーロー（アントン・タイラー〈カディーム・ハーディソン〉）
- コップ・アウト 〜刑事した奴ら〜（デイヴ〈ショーン・ウィリアム・スコット〉）
- サハラに舞う羽根（ヴィカー〈クリス・マーシャル〉）※テレビ東京版
- ザ・マペッツ（ウォルター）
- サンタクローズ3/クリスマス大決戦!（ジャック・フロスト〈マーティン・ショート〉）
- J・エドガー（ジョン・エドガー・フーヴァー〈レオナルド・ディカプリオ〉）
- ジェイソンX（ツナロン）
- 地獄の黙示録 完全版（タイロン・“クリーン”・ミラー〈ローレンス・フィッシュバーン〉）
- 十戒（ヨシュア〈ジョン・デレク〉）※テレビ朝日版（DVD収録）
- ジャングル・クルーズ（ヨアヒム王子〈ジェシー・プレモンス〉[8]）
- シャンハイ・ヌーン（ウォラス〈ウォルトン・ゴギンズ〉）※ビデオ版
- 12人のパパ（ハンク〈アシュトン・カッチャー〉）
- 少林寺 達磨大師（達磨大師〈イー・トンシン〉）
- スズメバチ（セリム〈サミ・ブアジラ〉）※DVD版
- スター・ウォーズ エピソード4/新たなる希望 特別編（ジョン・D・ブラノン）※日本テレビ版3
- スライディング・ドア（疑われる男、鼻歌男）
- スパイダーマン2
- スペース・ジャム（モンスターボイド）
- スリー・キングス ※フジテレビ版
- セクレタリアト/奇跡のサラブレッド（ロン・ターコット）
- セックス・アンド・ザ・バディ（リチャード〈クリス・ロック〉）
- セックス・クラブ（ヴィクター・マンシーニ〈サム・ロックウェル〉）
- セレブ・ウォーズ 〜ニューヨークの恋に勝つルール〜（シドニー・ヤング〈サイモン・ペッグ〉）
- 戦場からの脱出（ジーン・デブルーイン〈ジェレミー・デイヴィス〉）
- 洗脳（ギャヴィン〈ニック・スタール〉）
- ゾンビ・ホスピタル（デーブ）
- タラデガ・ナイト オーバルの狼（ジャン・ジラール〈サシャ・バロン・コーエン〉）
- チーター・ガールズ
- チャイルド・プレイ チャッキーの花嫁（ラス）
- TSUNAMI -ツナミ-（ドンチュン〈キム・イングォン〉）
- デビル（ヴィンス・マコーミック〈ジェフリー・エアンド〉）
- 閉ざされた森（レイモンド・ダンバー〈ブライアン・ヴァン・ホルト〉）
- ドクター・ドリトル2（エリック）※テレビ朝日版
- トップガン（グース〈アンソニー・エドワーズ〉）※DVD版
- ナイト ミュージアムシリーズ（アクメンラー王〈ラミ・マレック〉）
  - ナイト ミュージアム
  - ナイト ミュージアム2
  - ナイト ミュージアム/エジプト王の秘密
- 28週後...（フリン〈ハロルド・ペリノー・ジュニア〉）
- 26世紀青年（フリート〈ダックス・シェパード〉）
- ネバー・ダイ・アローン（マイク〈マイケル・イーリー〉）
- ノンストップ・ガール（ジェイ〈ケイシー・アフレック〉）
- バーティカル・リミット（マルコム・ベンチ〈ベン・メンデルソーン〉）※テレビ朝日版
- ハート・オブ・ウーマン（モーガン・ファレル〈マーク・フォイアスタイン〉）※日本テレビ版
- バイオハザード（チャド・キャプラン[注釈 1]〈マーティン・クルーズ〉）※フジテレビ版
- バベル（サンティアゴ〈ガエル・ガルシア・ベルナル〉）
- バンディッツ（ハーヴィー・ポラード〈トロイ・ギャリティ〉）※DVD版
- ピーターラビット（ピーターラビット〈ジェームズ・コーデン〉[9]）※機内版
- ビッグ・バグズ・パニック（クーパー〈クリス・マークエット〉）
- ビバリーヒルズ・チワワ（パピ）
- ビバリーヒルズ・チワワ2（パピ）
- ファイナル・ステージ（デイヴ・ターナー〈エイダン・ギレン〉）
- 42 〜世界を変えた男〜（ウェンデル・スミス〈アンドレ・ホランド〉）
- プライベート・ライアン（ティモシー・E・アパム伍長〈ジェレミー・デイヴィス〉）※テレビ朝日版
- ブラザーフッド（ヨンマン〈コン・ヒョンジン〉）
- ベガスの恋に勝つルール（ジャック・フラー〈アシュトン・カッチャー〉）
- 僕らのミライへ逆回転（マイク〈モス・デフ〉）
- ポセイドン・アドベンチャー（エイカーズ〈ロディ・マクドウォール〉[10]）※ 吹替補完版
- ホリデイ（マイルズ〈ジャック・ブラック〉）
- ホワイトハウス・ダウン（ドニー〈ニコラス・ライト〉[11]）
- マペットのホーンテッドマンション（ウォルター）
- 魔法にかけられて
- マリア（ヨセフ〈オスカー・アイザック〉）
- みんな私に恋をする
- メリー・ポピンズ リターンズ（フライ〈コブナ・ホルドブルック＝スミス〉[12]）
- ユー・ガット・サーブド（エルジン）
- ランダウン ロッキング・ザ・アマゾン（デクラン〈ユエン・ブレムナー〉）※DVD・ビデオ版
- リアル・スティール（キングピン〈ジョン・ゲイティンズ〉）
- リアル刑事ごっこ in LA（ライアン〈ジェイク・ジョンソン〉）
- Re:プレイ（サイモン・ゲーブル〈ライアン・フィリップ〉）
- レッド・ドラゴン（ウィル・グレアム〈エドワード・ノートン〉）※テレビ東京版
- レディ・キラーズ（ランプ・ハドソン〈ライアン・ハースト〉）
- ローラーガールズ・ダイアリー（“ホット・タブ” ジョニー・ロケット〈ジミー・ファロン〉）
- ロニートとエスティ 彼女たちの選択（ドヴィッド・クーパーマン〈アレッサンドロ・ニヴォラ〉[13]）
- ワタシにキメテ（ビクター〈フレディ・ロドリゲス〉）
- ワールド・トレード・センター（ウィル・ヒメノ〈マイケル・ペーニャ〉）

#### ドラマ
- iCarly
- アリー my Love（グレン・フォイ〈ジェームズ・マースデン〉）
- イ・サン（チョン・ヤギョン〈ソン・チャンウィ〉）
- 王女の男（チョン・ジョン〈イ・ミヌ（朝鮮語版）〉）※NHK版
- おまかせアレックス（ダレン、ケビン）
- カリフォルニア・ドリーム（アンドレ）
- クッキ 〜菊熙〜（キム・サンフン〈チョン・ウンイン〉）
- CSI:マイアミ（ケヴィン・カービー〈チャールズ・ダックワース〉、シーズン5第10話）
- シークレット・ガーデン（キム秘書〈キム・ソンオ〉）
- シカゴ・ホープ（ミッシー）
- 新・少林寺（ショウホ / チュエン〈ウー・ジン〉）
- STARTUP スタートアップ（フィル・ラスク〈マーティン・フリーマン〉）
- TOUCH/タッチ（ウォルター・キング）
- パレーズ・エンド（クリストファー・ティージェンス〈ベネディクト・カンバーバッチ〉）※WOWOW版
- パワーレンジャー・ターボ（クラッシュ）
- バンド・オブ・ブラザース（ジョージ・ラズ伍長〈リック・ゴメス〉）
- PAN AM/パンナム
- ビッグバン★セオリー ギークなボクらの恋愛法則（ハワード・ウォロウィッツ〈サイモン・ヘルバーク〉）
- 100日の郎君様（ポグン〈イ・ジュニョク〉[14]）
- Face to Face -尋問-（リュランダー〈ダーヴィッド・デンシック〉[15]）
- 冬のソナタ（クォン・ヨングク〈リュ・スンス〉）
- プライベート・プラクティス（ガブリエル・ウェルクラー）
- ボーイ・ミーツ・ワールド（ジョナサン・ターナー〈アンソニー・タイラー・クイン〉）
- ボディ・オブ・プルーフ 死体の証言（カーティス・ブラムフィールド〈ウィンデル・ミドルブルックス〉）
- マペット大集合!（ウォルター）
- よみがえり 〜レザレクション〜（マーティン・ベラミー〈オマー・エップス〉）

#### アニメ
- スワン・プリンセスシリーズ（1997年 - 1998年、スピード）
  - スワン・プリンセス2/魔王の城
  - スワン・プリンセス3/禁断の書
- ケチャップ（1998年、スカンピ）
- ぎゃあ!!!リアル・モンスターズ（1998年、ジンボ）
- トゥーストゥーピッドドッグス（1999年、エルフ）
- ノートルダムの鐘II（2002年、カジモド）
- リロ・アンド・スティッチシリーズ（2003年 - 2006年、試作品625号（ルーベン））
  - リロ・アンド・スティッチ
  - リロ・アンド・スティッチ・ザ・シリーズ（前半のみ）
  - スティッチ！ザ・ムービー
  - リロイ&スティッチ
- BIONICLE2 メトロ・ヌイの伝説（2004年、オネワ）
- スパイダーマン&アメイジング・フレンズ（2006年、フランシス（#19））※トゥーンディズニー版
- アイス・エイジ2（2006年）
- おたすけマニー（2006年、プラスン、モンキー 他）
- ウォーターシップ・ダウンのうさぎたち（2006年、ホークビット）
- おさるのジョージ（2000年代後半）
- サーフズ・アップ（2007年、グレン・マーベリック）
- ハッピー フィートシリーズ（2007年 - 2011年、リナルド）
  - ハッピー フィート
  - ハッピー フィート2 踊るペンギンレスキュー隊
- ちいさなプリンセス ソフィア（2010年代、ブー）
- ターボ（2013年、スムーヴムーヴ）
- レギュラーSHOW〜コリない2人〜（2013年、リグビー）
- ホートン/ふしぎな世界のダレダーレ（2008年、市長）
- ドーラ（2009年、エルフ）
- ワード・ワールド（2009年、フロッグ）
- メリダとおそろしの森（2012年、マクガフィンの息子）
- ニセものバズがやって来た（2012年、ニセものバズ）
  - レギュラーSHOW〜コリない2人〜 ザ・ムービー（2016年）
- LEGO ピクサー:ブリックトゥーンズ（2024年、マーリン）

#### テレビ番組
- ブルーズ・クルーズ (2004年、スティーブ)

### テレビアニメ
1998年
- MASTERキートン（マフィアB）
- 名探偵コナン（百地裕士）

2002年
- 最終兵器彼女（マサ）
- サイボーグ009 THE CYBORG SOLDIER（アリゲーター博士）

2003年
- 無限戦記ポトリス（アスタッシュ）

2004年
- かいけつゾロリ（オットー）
- Get Ride! アムドライバー（ニコラ・ルブラン）

2007年
- 機神大戦ギガンティック・フォーミュラ（UN議長）
- 精霊の守り人（副隊長）

2009年
- 鋼殻のレギオス（ジッド）
- NARUTO -ナルト- 疾風伝（うちはオビト〈カカシ外伝〉）

2010年
- メタルファイト ベイブレード 爆（町のDJ）

2014年
- カードファイト!! ヴァンガードG シリーズ（2014年 - 2017年、執事 岩倉、エミリオ） - 5シリーズ
- サザエさん

### OVA
2002年
- マクロス ゼロ（エドガー・ラサール）

2005年
- いちご100% 恋が始まる!? 撮影合宿 〜ゆれるココロが東へ西へ〜（小宮山力也）

### 劇場アニメ
2009年
- 劇場版 NARUTO -ナルト- 疾風伝 火の意志を継ぐ者（うちはオビト）

2011年
- 鬼神伝（卜部季武）

### ゲーム
2007年
- Microsoft Flight Simulator X

2009年
- NARUTO -ナルト- 疾風伝 ナルティメットアクセル3（うちはオビト）

2011年
- スライ・クーパー コレクション（デミトリ）

2012年
- キングダム ハーツ 3D ［ドリーム ドロップ ディスタンス］（カジモド）
- NARUTO -ナルト- 疾風伝 ナルティメットストームジェネレーション（うちはオビト）

2013年
- NARUTO -ナルト- 疾風伝 ナルティメットストーム3（うちはオビト）

2014年
- NARUTO -ナルト- 疾風伝 ナルティメットストームレボリューション（うちはオビト〈少年期〉[16]）

2015年
- Until Dawn -惨劇の山荘-（クリス[17]）

### ドラマCD
- いちご100%（小宮山力也）
- ミリオンドール 第6巻付属ドラマCD「ミリオンドールnextbeat」（2020年、白澤）

### ラジオドラマ
- 鈴のない猫（郵便局員）
- 青春アドベンチャー
  - 家族ホテル（若い男9）
  - 新宿鮫・氷舞（ボーイ）
  - 天体議会（鷹彦）

### 舞台
- アトリエ
- あらしのよるに（うたうカエル）
- 美しきものの伝説
- おばけリンゴ
- シラノ・ド・ベルジュラック
- 7ストーリーズ
- どんどこどん
- ミス・サイゴン
- ミュージカル 出島
- メアリー・ステュアート
- リチャード三世